# Dominik Jost
Dominik Jost (* 26. Juli 1922 in Luzern; † 19. Oktober 1994 in St. Gallen) war ein Schweizer Germanist, Hochschullehrer und Herausgeber.

## Leben

### Familie
Dominik Jost war der Sohn von Jakob Jost und dessen Ehefrau Maria Josefa (geb. Burri); sein älterer Bruder war der spätere Literaturwissenschaftler François Jost (1918–2001).
Seit 1953 war er mit Maria Johanna, Tochter von Johann Weithaler aus Südtirol, verheiratet.

### Werdegang
Dominik Jost immatrikulierte sich zu einem Germanistik-Studium an der Universität Freiburg und promovierte 1946 mit seiner Dissertation Stefan George und seine Elite – eine Studie zur Geschichte der Eliten zum Dr. phil. mit magna cum laude, die allerdings erst 1949 publiziert wurde.
Nach Beendigung des Studiums war er als Deutschlehrer am Gymnasium (heute Kantonsschule am Burggraben) in St. Gallen tätig und habilitierte 1963 als Privatdozent für deutsche Sprache und Literatur an der Handelshochschule St. Gallen; darauf war er von 1967 bis 1969 Dozent der University of Rochester in New York sowie von 1969 bis 1970 der kanadischen McGill University in Montreal. Nach seiner Rückkehr in die Schweiz wurde er Hochschullehrer an der Hochschule St. Gallen, die ihn bereits 1969 zum Professor ernannt hatte, und zugleich Deutschprofessor der Kantonsschule am Burggraben; zuletzt war er Titularprofessor der Hochschule St. Gallen.

### Schriftstellerisches und wissenschaftliches Wirken
Dominik Jost veröffentlichte 1965 und 1975 Monografien zum deutschen Schriftsteller Ludwig Derleth, 1969 zum Literarischen Jugendstil und 1974 zu Johann Wolfgang von Goethes Gedichtzyklus Römische Elegien. Zu verschiedenen Aufsätzen publizierte er 1977 auch Die Wirklichkeit des Dichters und war von 1962 bis 1968 der Herausgeber der Dokumentation St. Gallen in der Goethezeit; von 1971 bis 1972 gab er auch die Werke Ludwig Derleths und 1973 mit Das Werk – Verzeichnis der Ölbilder, Grafik und Plastik derjenigen von dem Maler Yargo de Luccas heraus.
1977 gehörte er zu den 153 Persönlichkeiten, die den Herausgeber der Tageszeitung Die Tat in einem offenen Brief anschrieben, und verhindern wollten, dass dieser die Herausgabe der Beilage Die Literarische Tat einstellt, die Eingabe blieb allerdings ohne Erfolg.
Er verfasste in den 1980er und 1990er Jahren eine grosse Anzahl von verschiedenen Rezensionen zu Buch- und Gedichtbänden verschiedener Autoren für die Neue Zürcher Zeitung, unter anderem auch aus der damaligen Deutschen Demokratischen Republik (DDR).
In der Zeit von 1966 bis 1988 stand er mit dem Schriftsteller Erwin Jaeckle in Briefkontakt.
Bei Gerd Klaus Kaltenbrunners Taschenbuchreihe Herder-Initiativen, die von 1974 bis 1988 herausgegeben wurden, wirkte er durch seine Mitarbeit mit.
In St. Gallen betreute er das Ludwig-Derleth-Archiv.
Er verstarb nach langer Krankheit; sein letzter Text in der Neuen Zürcher Zeitung beschäftigte sich mit der Egon-Friedell-Monografie von Wolfgang Lorenz, die mit dem letzten Satz endete: So war er der Mühe weiterzuleben entbunden.

## Schriften (Auswahl)
- Stefan George und seine Elite. Zürich: Speer, 1949.[8]
- Eduard Stäuble; Dominik Jost; Hans Rudolf Hilty: Der goldene Griffel: Dichtungen sanktgallischer und appenzellischer Autoren von der Frühzeit bis zur Gegenwart. St. Gallen: Rorschach, 1957.
- Ludwig Derleth – Gedenkbuch. Amsterdam: Castrum Peregrini, 1958.[9]
- Trost beim Abschied – Deutsche Gedichte an die Toten. Olten Freiburg i. Br.: Walter, 1961.[10]
- Ludwig Derleth: Gestalt und Leistung. Stuttgart: Kohlhammer, 1965.[11]
- Adrian Wolfgang Martin; Dominik Jost: Gedichte, 1957–1966. Herausgegeben und mit einer Nachbemerkung versehen von Dominik Jost. Frauenfeld & Stuttgart, 1967.[12]
- Literarischer Jugendstil. Stuttgart: Sammlung Metzler, 1969.
- Ludwig Derleth; Dominik Jost; Christine Derleth: Der Tod des Thanatos. Bellnhausen über Gladenbach (Hessen): Hinder + Deelmann, 1969.
- Ludwig Derleth; Dominik Jost: Das Werk.
  - Band 1: Das Frühwerk. Bellnhausen über Gladenbach: Hinder & Deelmann, 1971.
  - Band 2–6. Der fränkische Koran. Bellnhausen über Gladenbach (Hessen): Hinder & Deelmann, 1971–1972.
- Die Dichtung Ludwig Derleths – Einführung in das Werk. Gladenbach (Hessen): Hinder+Deelmann, 1975.
- Deutsche Klassik: Goethes "Römische Elegien". Pullach, 1974.[13]
- Die Wirklichkeit des Dichters. Zürich: Edition Interfrom; Osnabrück: Fromm, 1977.[14]
- Blick auf Stefan George: ein Essay. Bern: Peter Lang, 1991.
- Südtirol. Ein literarisches Landschaftsbild. Frankfurt am Main, 1991.[15]
- Eine kurze Geschichte der Literatur aus dem Kanton St. Gallen –  von der Gründung des Kantons 1803 bis heute. Rorschach: Löpfe-Benz, 1994.

## Beiträge und Rezensionen in Zeitungen und Zeitschriften (Auswahl)
- Ludwig Derleth. In: Neue Zürcher Zeitung vom 10. Januar 1958. S. 1 f.
- «Der Fränkische Koran»: Das Hauptwerk Ludwig Derleths. In: Neue Zürcher Zeitung vom 25. September 1960. S. 17 f.
- Aus Regina Ullmanns Münchner Zeit. In: Neue Zürcher Zeitung vom 15. Februar 1961. S. 1 f.
- Georg Büchner - Zur 125. Wiederkehr seines Todestages (19. Februar). In: Neue Zürcher Zeitung vom 16. Februar 1962. S. 17.
- Lawrence Durrell: Das Alexandria-Quartett. In: Neue Zürcher Zeitung vom 25. März 1962. S. 17 f.
- Deutsche Dichtung aus den Jahren des Expressionismus. In: Neue Zürcher Zeitung vom 17. August 1962. S. 11.
- Alfred Mombert: Hinweis auf die dreibändige Ausgabe der «Dichtungen». In: Neue Zürcher Zeitung vom 1. November 1964. S. 13.
- Karl Wolfskehl: Zu einer Auswahl von Briefen und Aufsätzen. In: Neue Zürcher Zeitung vom 25. Dezember 1966. S. 24.
- Das lyrische Werk Franz Werfels. In: Neue Zürcher Zeitung vom 30. April 1967. S, 21 f.
- Henry D. Thoreau und die Schweiz. In: Neue Zürcher Zeitung vom 9. Juli 1967. S. 17 f.
- Zum literarischen Jugendstil. In: Neue Zürcher Zeitung vom 18. Februar 1968. S. 53.
- "Erasmus". In: Neue Zürcher Zeitung vom 1. August 1968. S. 11 f.
- Marcel Geros Schauspiele und Komödien. In: Neue Zürcher Zeitung vom 18. Februar 1969. S. 13.
- "Die Juden als Rasse". In: Neue Zürcher Zeitung vom 18. Februar 1969. S. 17 f.
- Aufsätze zur Literatur um 1900. In: Neue Zürcher Zeitung vom 11. Juni 1970. S. 33.
- Literatur und Politik. In: Neue Zürcher Zeitung vom 12. Januar 1972. S. 23.
- Der Schriftsteller und die Sprache: Ein Sammelband zum Thema «Tempuswahl». In: Neue Zürcher Zeitung vom 16. Januar 1972. S. 50.
- Goethes «Römische Elegien». In: Neue Zürcher Zeitung vom 23. Januar 1972. S. 52.
- Ludwig Derleth. In: Neue Zürcher Zeitung vom 11. Mai 1972. S. 35.
- Festschrift für Käte Hamburger. In: Neue Zürcher Zeitung vom 10. August 1972. S. 17.
- Neue Studien zur deutschen Klassik. In: Neue Zürcher Zeitung vom 30. August 1972. S. 25.
- Zur Aktualität Walter Benjamins. In: Neue Zürcher Zeitung vom 30. November 1972. S. 35.
- Bildnis des Malers Ben Ami. In: Gallus-Stadt: Jahrbuch der Stadt St. Gallen. 1973. S. 17–34. (e-periodica.ch)
- «Wie, warum und zu welchem Ende wurde ich Literaturhistoriker?». In: Neue Zürcher Zeitung vom 20. Januar 1973. S. 33.
- «Hoert mêr Sigûnen triuwe sagn»: Die Sigune- und Schionatulander-Episode in Wolframs «Parzival». In: Neue Zürcher Zeitung vom 20. April 1973. S. 33.
- Erinnerungen an Ludwig Derleth. In: Neue Zürcher Zeitung vom 2. August 1973. S. 15.
- «Theorie des Romans». In: Neue Zürcher Zeitung vom 7. August 1973. S. 15.
- Victor Meyer-Eckhardt. In: Neue Zürcher Zeitung vom 24. Oktober 1973. S. 35.
- Eine literarische Utopie. In: Neue Zürcher Zeitung vom 8. November 1973. S. 28.
- Jean Paul. In: Neue Zürcher Zeitung vom 27. November 1973. S. 35.
- Deutsch in St. Gallen. In: Gallus-Stadt: Jahrbuch der Stadt St. Gallen. 1974. S. 19–26. (e-periodica.ch)
- Ludwig Hohl - Zum 70. Geburtstag. In: Neue Zürcher Zeitung vom 9. April 1974. S. 35.
- Die Stadt St. Gallen literarische Provinz? Literatur, Literaturmacher 1974. In: Gallus-Stadt: Jahrbuch der Stadt St. Gallen. 1975. S. 71–78. (e-periodica.ch)
- Schreiben gegen die Epoche: Ernst Jünger zum 80. Geburtstag (29. März). In: Neue Zürcher Zeitung vom 29. März 1975. S. 31.
- Neue Blicke auf Hermann Hesse. In: Neue Zürcher Zeitung vom 12. April 1975. S. 57.
- Hermann Hesse in der Kritik. In: Neue Zürcher Zeitung vom 16. Dezember 1975. S. 31.
- Antihumanistische Heimatliteratur - Zum Tod des Schriftstellers Gerd Gaiser. In: Neue Zürcher Zeitung vom 17. Juni 1976. S. 33.
- Um an Adrien Turel zu erinnern. In: Neue Zürcher Zeitung vom 7. Juli 1976. S. 29.
- Ein Erneuerer der deutschen Literatur - Hans Werner Richter zum 70. Geburtstag. In: Neue Zürcher Zeitung vom 11. November 1978. S. 39.
- Über den Maler Yargo De Lucca. In: Rorschacher Neujahrsblatt, Band 69. 1979. S. 69–76. (e-periodica.ch)
- Ein zweites ägäisches Fest - «Der Blaue Kammerherr» von Wolf von Niebelschütz. In: Neue Zürcher Zeitung vom 11. April 1981. S. 68.
- Salcia Landmann siebzigjährig. In: Neue Zürcher Zeitung vom 18. November 1981. S. 38.
- Maria Lutz-Gantenbein achtzigjährig. In: Neue Zürcher Zeitung vom 11. Mai 1982. S. 39.
- Grundwasser Einsamkeit - «Gedichte» von Gertrud Kolmar. In: Neue Zürcher Zeitung vom 29. September 1984. S. 66.
- «Eingebaut in die Sprache sind wir ...»: Zum Tode des Lyrikers David Rokeah. In: Neue Zürcher Zeitung vom 3. Juni 1985. S. 19.
- Deutschsprachige Literatur aus Südtirol: Zu einer Anthologie zeitgenössischer Lyrik und Prosa. In: Neue Zürcher Zeitung vom 15. Dezember 1990. S. 89.
- Schreiben in und über Südtirol: Deutschsprachige Literatur aus Italien. In: Neue Zürcher Zeitung vom 13. Januar 1992. S. 27.
- Deutschsprachige Dichtung aus Südtirol: zur Kultur eines Grenzlandes. In: Schweizer Monatshefte, Band 73, Heft 3. 1993. S. 235–240. (e-periodica.ch)
- Dino Larese – zum 80. Geburtstag. In: Thurgauer Jahrbuch, Bd. 69, 1994, S. 29–36. (e-periodica.ch)